# Perdita semicrocea
Perdita semicrocea är en biart som beskrevs av Cockerell 1895. Perdita semicrocea ingår i släktet Perdita och familjen grävbin. Inga underarter finns listade i Catalogue of Life.